# Moneta Sleet
Moneta J. Sleet mlajši, ameriški novinar in fotograf, * 14. februar 1926, † 30. september 1996.
Sleet je leta 1969 za svojo fotografijo Corette Scott King na pogrebu svojega moža Martina Lutherja Kinga prejel Pulitzerjevo nagrado za reportažno fotografijo. S tem se je v zgodovino zapisal kot prvi Afroameričan s Pulitzerjevo nagrado in tudi prvi Afroameričan s katero koli nagrado za novinarstvo. Umrl je za rakom leta 1996, v starosti 70 let.

## Zgodnje življenje
Sleet se je rodil v Owensboroju v Kentuckyju. Z novinarstvom se je spoznaval že na srednji šoli Western High School, kjer je deloval kot urednik šolskega časopisa. Diplomiral je cum laude na Kolidžu Kentucky State (danes znanem kot Univerza Kentucky State), kolidžu z afriškoameriško tradicijo. Leta 1947 je na Univerzi New York opravil še magisterij iz novinarstva.

## RevijaEbony
Leta 1955 se je zaposlil pri reviji Ebony. V naslednjih 41 letih je ustvaril fotografije mladih Muhammada Alija, Dizzyja Gillespieja, Stevieja Wonderja in Billieja Holidaya. Poleg nagrajene fotografije Corette Scott King je v svoj fotografski objektiv na pogrebu Malcolma X-a ujel še eno žalujočo vdovo, Betty Shabazz. Zbirko fotografij Special Moments in African American History: The photographs of Moneta Sleet, Jr. 1955-1996 so izdali po njegovi smrti leta 1999.

## Zasebno življenje
Moneta Sleet je oče Gregoryja M. Sleeta, ameriškega okrajnega sodnika za področje Delaware.